# Enes Kanter Freedom
Enes Kanter Freedom (nacido como Enes Kanter; Zúrich, Suiza; 20 de mayo de 1992) es un baloncestista turco nacionalizado estadounidense que actualmente se encuentra sin equipo. Su altura es 2,08 metros y juega en la posición de pívot. Su hermano menor Kerem Kanter también es jugador de baloncesto.

## Trayectoria

### Inicios
Al comenzar secundaria, asistió al una escuela afiliada al Hizmet, parte del movimiento Gülen en Turquía. Vivió en Ankara antes de trasladarse a Estambul para jugar al baloncesto profesionalmente, siendo un adolescente.
Tras debutar con apenas 17 años en la Euroliga decidió abandonar el Fenerbahçe y emprender la aventura americana. Primero asistió al Findlay Prep en Henderson (Nevada), y luego al Mountain State Academy en Beckley (Virginia Occidental); pero ninguna de las dos escuelas le permitía jugar al baloncesto en el instituto debido a su contrato con Nike. Después jugaría en un instituto de Simi Valley (California) el Stoneridge Preparatory School, donde sus buenos números le darían repercusión dentro del básquet universitario norteamericano.
Su salto a la fama lo dio en el Nike Hoop Summit de 2010, partido organizado por Nike en Portland, en el que juegan los mejores jugadores de 18 años de Estados Unidos y el resto del mundo. En ese encuentro Kanter se convirtió en una de las grandes promesas del baloncesto mundial al lograr 34 puntos (arrebatando el récord de anotación a Dirk Nowitzki) y 13 rebotes.
Con esa carta de presentación, los mejores equipos de la NCAA se interesaron por él, decidiéndose el turco, en un principio, por la propuesta de la Universidad de Washington. Luego se arrepintió y rompió su compromiso con los 'Huskies' enrolándose en la Universidad de Kentucky. Desafortunadamente para él, la NCAA investigó su caso y lo declaró no elegible para jugar al considerar que había cobrado dinero en Turquía, obligándole a pasarse un año sin jugar.

### NBA
El hecho de haber pasado un año en blanco, no le supone ninguna merma en sus opciones para el Draft 2011, donde es elegido en el número 3 por Utah Jazz.
Tras tres temporadas en Utah, comenzó la cuarta siendo titular y con los mejores números de su carrera hasta el momento (7.8 rebotes y 13.8 puntos). El 19 de febrero de 2015 es traspasado a Oklahoma City Thunder en un acuerdo a tres bandas, en el cual además recalaron en el equipo Kyle Singler, DJ Augustin y Steve Novak, los Utah Jazz se hicieron con  Kendrick Perkins, Grant Jerrett, los derechos de Tibor Pleiß y dos futuras rondas del draft, y los Detroit Pistons recibieron a Reggie Jackson. Esa media temporada con OKC registra sus mejores números (11.0 rebotes y 18.7 puntos) como titular.
La temporada siguiente, llegan a PlayOffs y Kanter pasa a ser sexto hombre en el equipo liderado por Kevin Durant y Russell Westbrook. En la Final de Conferencia, se enfrentan a los Warriors de Stephen Curry, eliminatoria que dominaban 1-3, pero que los Warriors remontarían para ganar la serie 4-3. Esa temporada, el 6 de abril de 2016, registró su récord personal de anotación con 33 puntos ante Portland Trail Blazers.
Al año siguiente, ya sin Kevin Durant, se consolidó su rol de sexto hombre, y junto a Steven Adams, los llamados "Stache Bros", formaron un juego interior fuerte para Oklahoma. Esa temporada, en la que Westbrook promedío un triple doble, se clasificaron para PlayOffs, pero cayeron eliminados en primera ronda contra los Houston Rockets de James Harden.
En verano de 2017, es traspasado a los New York Knicks junto a Doug McDermott, a cambio de Carmelo Anthony.
El 8 de febrero de 2019, los Knicks cortan a Kanter, pasando éste a ser agente libre. Cinco días después, el 13 de febrero, ficha por Portland Trail Blazers.
El 1 de julio de 2019, firma un contrato de $10 millones en dos años con los Boston Celtics.
Después de un año en Boston, el 20 de noviembre de 2020, es traspasado a Portland Trail Blazers. Esa temporada, el 10 de abril de 2021, consiguió su récord personal reboteador con 30 rebotes ante Detroit Pistons. Siendo además, el récord de la franquicia de Portland, superando los 27 de Sidney Wicks conseguidos en febrero de 1975.
El 4 de agosto de 2021 se hizo oficial el regreso de Kanter a los Celtics por una temporada.
El 10 de febrero de 2022, es traspasado junto a Dennis Schröder y Bruno Fernando a Houston Rockets, a cambio de Daniel Theis, siendo cortado ese mismo día.

## Estadísticas de su carrera en la NBA

### Temporada regular
| Año     | Equipo        | PJ  | PT  | MPP  | %TC  | %3P   | %TL  | RPP  | APP | ROB | TPP | PPP  |
| ------- | ------------- | --- | --- | ---- | ---- | ----- | ---- | ---- | --- | --- | --- | ---- |
| 2011-12 | Utah          | 66  | 0   | 13.2 | .496 | .000  | .667 | 4.2  | .1  | .3  | .3  | 4.6  |
| 2012-13 | Utah          | 70  | 2   | 15.4 | .544 | 1.000 | .795 | 4.3  | .4  | .4  | .5  | 7.2  |
| 2013-14 | Utah          | 80  | 37  | 26.7 | .491 | .000  | .730 | 7.5  | .9  | .4  | .5  | 12.3 |
| 2014-15 | Utah          | 49  | 48  | 27.1 | .491 | .317  | .788 | 7.8  | .5  | .5  | .3  | 13.8 |
| 2014-15 | Oklahoma City | 26  | 26  | 31.1 | .566 | .750  | .776 | 11.0 | 1.1 | .5  | .5  | 18.7 |
| 2015-16 | Oklahoma City | 82  | 1   | 21.0 | .576 | .476  | .797 | 8.1  | .4  | .3  | .4  | 12.7 |
| 2016-17 | Oklahoma City | 72  | 0   | 21.3 | .545 | .132  | .786 | 6.7  | .9  | .4  | .5  | 14.3 |
| 2017-18 | New York      | 71  | 71  | 25.8 | .592 | .000  | .848 | 11.0 | 1.5 | .5  | .5  | 14.1 |
| 2018-19 | New York      | 44  | 23  | 25.6 | .536 | .318  | .814 | 10.5 | 1.9 | .4  | .4  | 14.0 |
| 2018-19 | Portland      | 23  | 8   | 22.3 | .577 | .250  | .735 | 8.6  | 1.4 | .6  | .4  | 13.1 |
| 2019-20 | Boston        | 58  | 7   | 16.9 | .572 | .143  | .707 | 7.4  | 1.0 | .4  | .7  | 8.1  |
| 2020-21 | Portland      | 72  | 35  | 24.4 | .604 | .250  | .774 | 11.0 | 1.2 | .5  | .7  | 11.2 |
| 2021-22 | Boston        | 35  | 1   | 11.7 | .526 | .400  | .857 | 4.6  | .2  | .1  | .4  | 3.7  |
| Total   | Total         | 748 | 259 | 21.5 | .548 | .289  | .777 | 7.8  | .9  | .4  | .5  | 11.2 |

### Playoffs
| Año   | Equipo        | PJ | PT | MPP  | %TC  | %3P   | %TL   | RPP | APP | ROB | TPP | PPP  |
| ----- | ------------- | -- | -- | ---- | ---- | ----- | ----- | --- | --- | --- | --- | ---- |
| 2012  | Utah          | 4  | 0  | 10.8 | .438 | .000  | .000  | 4.0 | .3  | .0  | 1.0 | 3.5  |
| 2016  | Oklahoma City | 18 | 0  | 18.0 | .551 | .143  | .844  | 6.2 | .3  | .3  | .6  | 9.4  |
| 2017  | Oklahoma City | 5  | 0  | 9.1  | .385 | .000  | 1.000 | 1.8 | .2  | .0  | .8  | 4.8  |
| 2019  | Portland      | 16 | 14 | 28.8 | .514 | .250  | .756  | 9.7 | 1.2 | .7  | .6  | 11.4 |
| 2020  | Boston        | 11 | 0  | 9.3  | .524 | 1.000 | .500  | 3.9 | .6  | .0  | .0  | 4.5  |
| 2021  | Portland      | 5  | 0  | 11.2 | .500 | —     | 1.000 | 2.6 | .0  | .0  | .4  | 2.0  |
| Total | Total         | 59 | 14 | 17.5 | .514 | .211  | .777  | 5.9 | .6  | .3  | .5  | 7.6  |

## Vida personal
Nace en Zúrich, Suiza, mientras su padre, Mehmet Kanter alcanza el doctorado en histología en la Universidad de Zúrich. Actualmente el padre de Enes es profesor en la Universidad de Trakya, en Turquía.
Su hermano pequeño, Kerem Kanter, jugó para la Universidad de Wisconsin–Green Bay desde 2014 a 2017.
Estuvo saliendo con la luchadora profesional Dana Brooke hasta diciembre de 2019. Luego comenzó una relación con la diseñadora de moda Ariana Rockefeller en 2020.

### Problemas gubernamentales

#### Turquía
[actualizar]
En agosto de 2016 Enes Kanter se cambió el apellido informalmente en homenaje a la figura del predicador islamista Fethullah Gülen, instigador según el presidente turco Recep Tayyip Erdoğan del intento de golpe de Estado de Turquía de 2016, pasándose a llamar "Enes Gülen".
Kanter se nacionalizó estadounidense el 29 de noviembre de 2021, donde también decidió cambiar su nombre a Enes Kanter Freedom.

#### China
En 2019, fue objeto de un documental en el programa E:60 de la ESPN, titulado Enemy of the State.
En octubre de 2021, condenó las prácticas de Xi Jinping, el líder supremo chino, como un "brutal dictador" y expresó su apoyo al Movimiento de Independencia del Tíbet en su cuenta de Twitter. Como represalia, el gobierno chino, prohibió la emisión de todos los encuentros de los Boston Celtics. También en octubre, encabezó una concentración en Washington D. C., en la que instó al Congreso de Estados Unidos a aprobar la Ley de Prevención de los Trabajos Forzados de los Uigures, una ley federal que limitaría las importaciones procedentes de zonas en las que China ha oprimido supuestamente a los uigures, kazajos, y a las minorías kirguisas.
Al mes siguiente, en noviembre de 2021, aparece en una entrevista televisada para Fox News y CNN instando a un boicot de los Juegos Olímpicos de Invierno de Pekín celebrados en China. Días después, el 6 de diciembre de 2021, Estados Unidos anunció un boicot diplomático a los juegos, lo que significa que los atletas podrán seguir participando, pero no se enviará ninguna "representación diplomática u oficial" del gobierno estadounidense.
Debido a sus duras y agresivas críticas a China, especialmente a las políticas que el Partido Comunista de China (CCPh) está desplegando a nivel interno y fuera de sus fronteras nacionales, el 16 de febrero de 2022 fue apartado del equipo y en su caso vetado de cualquier equipo de la NBA. Motivo por el cual muchos aficionados al baloncesto en Estados Unidos, y en el mundo, han mostrado su solidaridad con Enes, que por su activismo en defensa de los derechos humanos en China ha sido incluso nominado al prestigioso Premio Nobel de la Paz.

### Lucha profesional
Kanter es un fanático de la lucha libre profesional y anteriormente ha expresado interés en seguir una carrera profesional de lucha libre. Kanter ha tenido disputas en línea con luchadores profesionales, incluido el MJF de All Elite Wrestling.
El 9 de septiembre de 2019, Kanter hizo una aparición especial en un WWE Monday Night Raw en el Madison Square Garden, donde antes de que Raw saliera al aire derrotó al Campeón de la WWE 24/7 R-Truth para ganar el título, aunque lo perdería rápidamente a favor de R-Truth momentos después. Todo lo cual fue transmitido más tarde durante la transmisión de Raw.

#### Campeonatos y logros
- World Wrestling Entertainment / WWE
  - WWE 24/7 Championship (1 vez)